# Iedereen beroemd!
Iedereen beroemd! é um filme de comédia dramática e musical belgo-batavo-francês de 2000 dirigido e escrito por Dominique Deruddere. 
Foi indicado ao Oscar de melhor filme estrangeiro na edição de 2001, representando a Bélgica.

## Elenco
- Josse De Pauw - Jean Vereecken
- Eva Van Der Gucht - Marva Vereecken
- Werner De Smedt - Willy Van Outreve
- Thekla Reuten - Debbie
- Victor Löw - Michael Jensen
- Gert Portael - Chantal Vereecken
- Ianka Fleerackers - Gaby
- Alice Reys - Lizzy
- George Arrendell - Knappe man
- François Beukelaers - NTO directeur
- Silvia Claes - Omroepster
- Marc Didden - Cameraman